# Крапе
Кра́пе (латыш. Krape) — населённый пункт в Огрском крае Латвии. Административный центр Крапской волости. Находится на левом берегу реки Лобе (приток Западной Двины). Расстояние до города Огре составляет около 61 км. По данным на 2018 год, в населённом пункте проживало 177 человек. Есть волостная администрация, начальная школа, народный дом, библиотека, почта, фельдшерский и акушерский пункт, магазин, лютеранская церковь (1802) и православная церковь (1891).

## История
В советское время населённый пункт был центром Крапского сельсовета Огрского района. В селе располагалась центральная усадьба колхоза им. Ленина.